# Peter Pears
Sir Peter Neville Luard Pears (ur. 22 czerwca 1910 w Farnham, zm. 3 kwietnia 1986 w Aldeburghu) – angielski tenor.

## Życiorys
Pobierał nauki w Lancing College. Studiował muzykę w Keble College w Oksfordzie i jednocześnie pracował jako organista w Hertford College, studiów jednak nie ukończył. Następnie pobierał przez dwa lata lekcje śpiewu w Royal College of Music. Muzyk przyznał potem, że do rozpoczęcia kariery tenora przekonało go przesłuchanie Pasji według św. Mateusza zaśpiewanej przez Steuarta Wilsona.
Pears był homoseksualistą – jego długoletnim życiowym partnerem był kompozytor Benjamin Britten, którego spotkał po raz pierwszy w 1936, gdy był członkiem chóru BBC Singers. Obaj muzycy pierwszy recital odbyli razem w 1937 w Balliol College w Oxford University (Britten był pianistą). Wspólnie w 1939 wyemigrowali do Stanów Zjednoczonych. Do Anglii wrócili w 1942, gdzie tego samego roku obaj wykonali utwór Brittena Seven Sonnets of Michelangelo (Wigmore Hall, 23 września 1942). Nagranie z tego koncertu zostało sprzedane wytwórni EMI.
Jego partner, Benjamin Britten, poświęcił mu znaczącą część swojej twórczości (Nocturne, The Serenade for Tenor, Horn and Strings, The Canticles, opery – Peter Grimes i Albert Herring (rola tytułowa), The Beggar's Opera (Macheath), Owen Wingrave (sir Philip Wingrave), Billy Budd (Captain Vere), The Turn of the Screw (Quint), Death in Venice).
Pears jest współautorem libretta do opery A Midsummer Night's Dream. Jego głos był przedmiotem kontrowersji, opisywany jako „suchy” i „biały”. W październiku 1974 zadebiutował w Metropolitan Opera w roli Aschenbacha w operze Death in Venice. Regularnie śpiewał w Covent Garden Theatre i innych operach w Europie i Stanach Zjednoczonych.
Był jednym z najbardziej znanych interpretatorów pieśni Franza Schuberta. Często interpretował Pasje J.S. Bacha, zazwyczaj akompaniował mu Britten.
W 1978 Elżbieta II nadała mu tytuł szlachecki.
Został pochowany obok Benjamina Brittena na cmentarzu przy kościele Saint Peter and Saint Paul's w Aldeburgh.